# F–5 Tiger II
Az F–5 Freedom Fighter (későbbi E/F változata Tiger II) kéthajtóműves, szuperszonikus könnyű vadászbombázó repülőgép, melyet az Egyesült Államokban fejlesztett ki a Northrop az 1950-es években, elsősorban szövetséges és fejlődő országokba történő export céljából. Az Amerikai Légierőben csak kis számban állították szolgálatba. Olcsó, nagyon elterjedt repülőgép, napjainkban is sok ország légiereje szolgálatban tartja, például (Svájc, Ausztria, Törökország). Továbbfejlesztésével az 1980-as évek elejére hozták létre az F–20 Tigershark repülőgépet, melyet azonban az F–16 piaci sikere miatt már nem tudtak eladni. Váltótípusa általában az F–16 lett, azonban alacsony üzemeltetési költségei miatt kedveltté vált kis költségvetésű légierőkben is, hasonlóan a keleti blokkban alkalmazott MiG–21-hez. Szovjet ellenpárjához hasonlóan erőssége kompakt méreteiben, nagyfokú manőverezőképességében, jó vezethetőségében, alacsony baleseti arányában és magas hadrafoghatóságában érhető tetten, emiatt a 21. század elejére is még több száz példánya maradt aktív. A vietnámi háborúban a Dél-vietnámi Légierő kötelékében is repült, a háború után az alkatrészforrások kimerüléséig Észak-Vietnám légiereje is rendszerben tartotta, illetve a délieknek fenntartott gépeket később az USAF agresszorszázadai vették át (pl. az 527. TFTAS). Több példányát tesztelték a Szovjetunióban, néhány repülőgép kelet-európai repülőmúzeumokba (például a Lengyel Repülési Múzeumba) is eljutott.
A közel azonos sárkányszerkezettel rendelkező oktató-kiképző repülőgépből, a T–38 Talonból több mint 1200 darab épült, majd a vietnámi háború tapasztalatai alapján továbbfejlesztett változatából, az F–5E/F Tiger II-ből szintén közel 1400 darab épült meg a termelés 1987-es leállításáig. Felderítő változata az RF–5 Tigereye, melyből körülbelül 150 darab készült el. A fejlesztő Northropnál több ponton kiindulási alapként szolgált az LWF/ACF tenderre tervezett YF–17 Cobra kialakításánál, melyet végül a Haditengerészet rendelt meg és állított hadrendbe F/A–18 Hornet néven. Az F–5E továbbfejlesztett változata lett az F–20 Tigershark, azonban ez csak prototípusként épült meg repülési tesztekre, megrendelés nem érkezett rá, a fejlettebb F–16 és F/A–18 típusok mellett nem kapott piaci érdeklődést. Az F–5N/F változatok azonban még így is szolgálatban állnak napjainkban az amerikai haditengerészeti légierőknél mint „ellenséges oktatórepülőgép”, a Légierő F–22 Raptort repülő hajózóállományának képzésében is szerepet kap kis radarkeresztmetszete és nagy mozgékonysága miatt.

## Fejlesztési története
Számos kísérleti tervezet megvizsgálása után a Védelmi Minisztérium (Department of Defense, DoD) 1962 májusában a Northrop N–156F jelű tervét választotta ki a kijelölt baráti országok légierőinek fejlesztésére kidolgozott Military Assistance Program (MAP) repülőgéptípusául. Ebben az időben már a háromból két prototípus teljesítette repülési tesztjeit az Edwards Légierő-támaszponton. A harmadik a statikus terhelésekre épített, raktárba került, és a DoD előirányozta az új Freedom Fighter program menedzsmentjének felállítását a Légierőnek. 1962 októberében a program az N–156F két változatának gyártását rendelte meg: az együléses változat az F–5A, a kétüléses pedig az F–5B típusjelet kapta. Az első sorozatgyártási ütemet 71 darab F–5A-ra és 15 darab F–5B-re szabta meg a MAP. A kétüléses változat nagy azonosságot mutatott a már hadrendbe állított T–38 Talonnal – az YT–38 első repülése 1959. március 10-én volt, az első sorozatgyártott példány 1961-ben lett átadva. Az N-156F bonyolultabb és erősebb szárnyfelekkel lett felszerelve a jobb manőverező képesség és fegyverzet hordozása miatt.

## Gyártása
Az F–5A változat első gyártási szerződése 1962-ben lett aláírva, bár az amerikai légierő csekély érdeklődést mutatott iránta, az első külföldi megrendelést pedig 1964. február 28-án kötötte meg Norvégia, légiereje számára. A gyártás a Northrop új gyártási koncepciója szerint zajlott nagyobb ütemben és rugalmasságban mint a korábbi szervezési elvek tették. Ez volt a NORAIL (Northrop Overhead Rail Assembly and Installation Line), amely lehetővé tette a T–38, az F–5A és F–5B egyidejű gyártását, végszerelését: a szerelőcsarnok padlóján állók a törzsszekció alsó felületeit szerelték, a felette levő szinten pedig a törzsszekció felső felületeit; a törzshátsórészek egy bölcsőben voltak lefüggesztve, mely bölcsőket egy teljes körön forgatták, ahol a kabint és más elemek szerelését végezték. Az első MAP rendelések beérkezésekor a NORAIL rendszer már felfuttatta a termelést a havi 12 darabról 22 darabra, amely a kaliforniai Hawthorne-ban levő Northrop gyárban zajlott. Bár az USAF nem érdeklődött iránta, a MAP listája igencsak kibővült: leadta rendelését Irán, Dél-Korea, a Fülöp-szigetek, Törökország, Görögország és Tajvan is. A Northrop összesen 624 darab F–5A-t gyártott le az 1972-es leállásig, beleértve a három darab YF–5A prototípust is. Ezeken kívül 200 darab gépágyú nélküli F–5B-t és 86 darab fotófelderítő RF–5A-t.
A nem-MAP országok érdeklődése is megugrott 1964-ben, amit jól mutat Norvégia február végi, háromszázadnyi A és B iránti rendelése, majd 10 hónappal később a spanyol bejelentés egy 70 darabos licencgyártásra, SF–5A és SF–5B jelzéssel, melyet a Northrop és a Construcciones Aeronáuticas S.A. (CASA) közösen végez el. 
1965 júliusában Kanada lett a harmadik nem-MAP ország, mely közvetlenül a gyártónak adta le rendelését. Itt a Canadair Ltd. of Montreal gyártotta le a kért mennyiséget a Northroppal közösen, melyeket először CF–5, majd hivatalosan CF–116 jelzéssel látták el, némi módosításokkal: erősebb GE J85–15 gázturbinákkal, külső légiutántöltő rendszerrel, kétpozíciós orrfutóval, fékezőhoroggal, páncéllemezekkel és jégtelenítő berendezésekkel. Később gyártói engedéllyel a Canadair gyártott gépeket Hollandiának NF–5 jelzéssel, melyekben alkalmaztak E/F-rendszereket is, valamint Venezuelának is. Az első CF–5A 1968 februárjában készült el, mely ez után az Edwards AFB-re repült további tesztek elvégzésére. A kanadai légierőnek összesen 135 darab repülőgépet gyártott le 89 darab együléses és 46 darab kétüléses változattal, valamint a holland légierőnek 75 darab együléses és 30 darab kétüléses változatot, összesen 105 darabot. A Canadair a két légierőnek összesen 240 darab repülőgépet gyártott és szállított le. Ebből a mennyiségből időközben eladtak néhány tucatot Törökországnak, Görögországnak, Venezuelának és Botswana-nak, valamint az amerikai TacAir-nek.
A típus teljes legyártott mennyisége 2619 darab repülőgép volt.

## Avionika és fegyverrendszer
Fedélzeti rádiólokátorAz alap változatokban nem alkalmaztak rádiólokátorokat, ilyen berendezés az E változatban jelent meg (egy Emerson Electric gyártású AN/APQ–153).
Fegyverzet
Légiharc-rakéták
Földi célok elleni fegyverek
Egyéb függesztmények

## Típusváltozatai
Együléses változatok
Kétüléses változatok
Fotófelderítő változatok
Egyéb változatok

## Megrendelő és üzemeltető országok

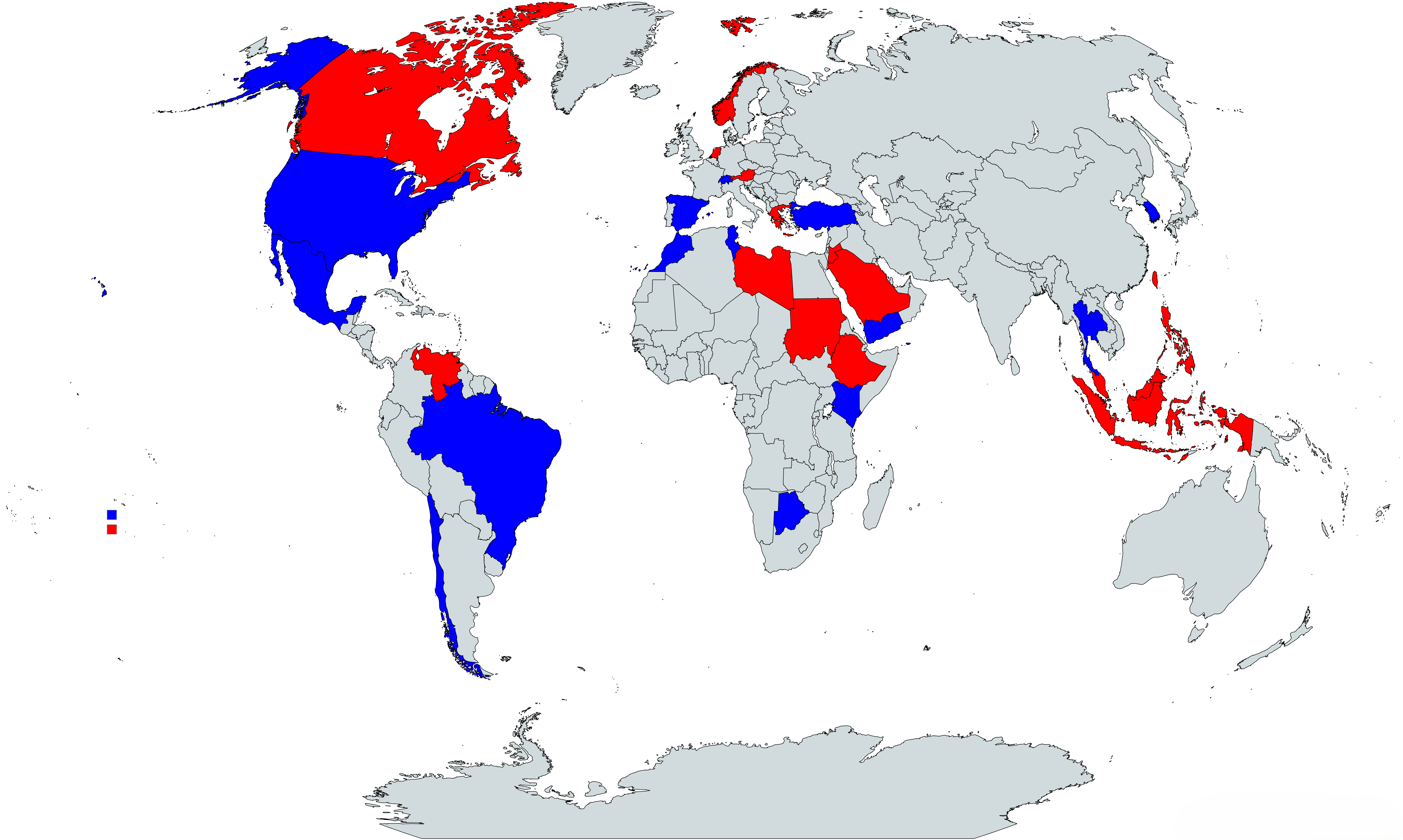
A Northrop F-5 üzemeltetői (vörössel a kivontak)

Összesen harminchét ország légiereje, valamint több civil vállalat alkalmazta és alkalmazza a típust napjainkig is. Norvégia és Spanyolország után harmadikként Kanada adott le a típusra megrendelést. 1966-ban Etiópia lett az utolsó az MAP országok sorában, aki rendszeresítette a típust. Marokkóval és Thaifölddel együtt az üzemeltető országok száma 17-re emelkedett, 1974-re ez a szám 20-ra nőtt, melyek több mint 1100 darab F–5A-t és F–5B-t üzemeltettek. 1964-es és 1965-ös statisztikák szerint az F–5A hordozott fegyverzetét 85%-ban tudta célba juttatni, szemben más frontvonalbeli típusokkal, ez szintén jelentős értéknek bizonyult.

### Az Amerikai Egyesült Államok Légiereje
Az első üzemeltető értelemszerűen az amerikai légierő lett. A kétüléses B változatok négy hónappal korábban kerültek a csapatokhoz mint az A-k, az első két szerződésben a gyártási ütemük 1:9-hez lett meghatározva. Az első gépeket 1964 márciusában a Williams AFB-n települő 4441st Combat Crew Training School kiképzőalakulata kapta meg, ahol a pilóták és a kiszolgáló személyzet kiképzését dolgozták ki, fejlesztették tovább és oktatták ezt a megrendelő országok katonáinak, már 1964. április 30-ától. Ebben az időben a típus iránt csekély érdeklődés mutatkozott a Légierő vezetésétől, annak korlátozott lehetőségei miatt, szemben a már hadrendbe állt F–100-zal, F–4-gyel és más, nagyobb teljesítményű repülőgépükkel. Ez azonban megváltozott a következő évben. Az előzetes harcászati értékeléshez az Eglin AFB-n települő Air Proving Ground Center-be küldték a gépeket tesztelésre a Sparrow Hawk projekt keretében. Itt pilótahiba miatt egy gép elveszett június 24-én.
Ezt követően, hogy kiderüljenek a típus harctéri képességei és hiányosságai, 1965 októberében a hadvezetés 12 darab F–5A-t jelölt ki az akkor már zajló vietnámi háborúba egy négy és fél hónapos csapatpróbára. A 4503rd Tactical Fighter Squadron erre a feladatra átalakított gépei a Skoshi Tiger (magyarul „kis tigris”) becenevet kapták: a kabin elé a bal oldalra merev légiutántöltő csonkot építettek ki, fejlettebb műszereket, páncéllemezeket szereltek fel és ledobható felfüggesztő konzolokkal szerelték fel őket és ellátták őket az akkori SEA (délkelet-ázsiai) terepmintás festéssel. A 150 napos periódusban 2600 bevetést hajtottak végre, mely 1966 év elején ért véget. Ezen időszak alatt a hadrafoghatósági arányuk 85%-os, bevetés-feladási arányuk 1,5%-os volt, ami kimagaslóan jó értéknek számított, mindehhez minimális karbantartásra volt szükségük. Azonban a tizenkét gépből kilenc veszett el a bevetések során, ezekből hetet az észak-vietnámi légvédelem lőtt le és kettőt üzemeltetési baleset érte. Az egyértelmű harcászati hiányosságai – a kis hatósugár – ellenére az F–100-zal egyenértékű légi támogatásra alkalmas minősítést kapott a légierőtől, melyet később kritikusai a jobb exporteladásokat igénylő politikai okokra vezettek vissza. Tény: a Skoshi Tiger-ek tapasztalatai miatt vett 23 darabot a Fülöp-szigetek 1965-ben.

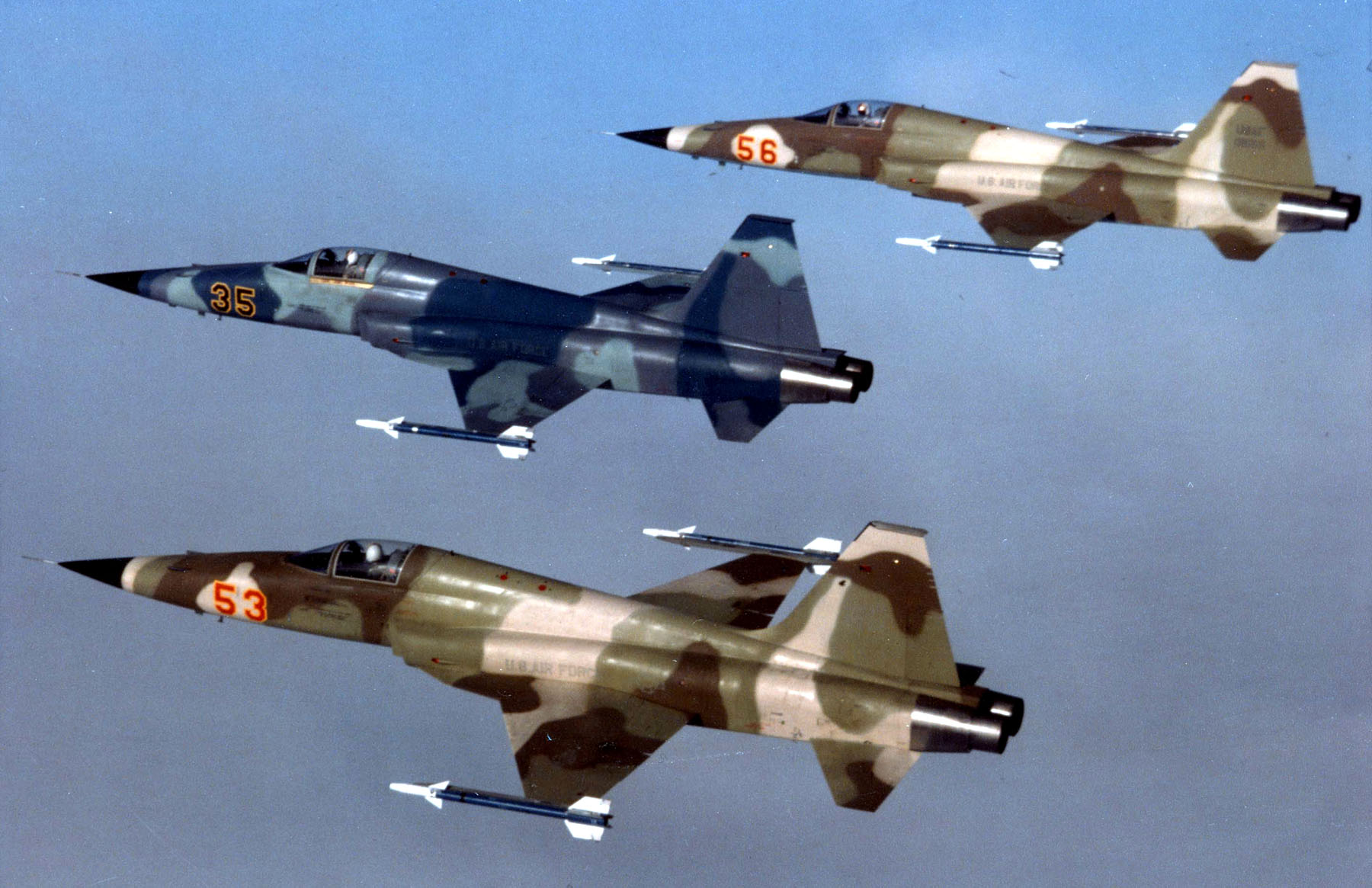
Az USAF RAF Alconbury-ben települő 527. századának három F–5E-je zárt kötelékben, 1983-ban, gyakorlórakétákkal a törővégeken. A 35-ös oldalszámú repülőgép festési sémája a „Grape”, az 53-asé a „Snake”, az 56-osé pedig a „Snake VNAF” nevet kapta

A vietnámi háború után kivonták az aktív frontszolgálatból. Napjainkban már csak agresszor-alakulatok alkalmazzák oktatási-gyakorlási célokra. A légierő négy százada üzemelteti három támaszponton, a haditengerészet Miramarban, a tengerészgyalogság pedig a yumai repülőtéren.
26th Aggressor SquadronClark Air Force Base, Fülöp-szigetek
64th Fighter Weapons SquadronNellis Air Force Base
65th Fighter Weapons Squadron
527th Aggressor SquadronEredetileg Angliában települtek a RAF Alconbury támaszponton, a Dél-Vietnámnak már át nem adott új gépeket vették át 1976-ban 8-8-4-es sorozatban. A hadrafoghatóságot 1976 októberében érték el és manőverező légiharcot oktattak (DACT, Dissimilar Air Combat Training). Utána mint az európai kontinens egyetlen ilyen alakulata, időszakosan bejárták a NATO-tagállamok támaszpontjait oktatási célból.
Festési sémájukban megtalálható volt a hagyományos amerikai légvédelmi szürke ADC Gray, a kék tónusú New Blue, Grape és az Old Ghost, valamint a sárga-zöld tónusú Snake és a Snake VNAF is. Ezek a többszínű terepminták azóta is az amerikai „aggresszor” repülőgépek sajátjai, kiegészülve más sémákkal is, melyek az A–4 Skyhawk és F–16 Fighting Falcon repülőgépeken is megfigyelhetőek.

### Kanadai Királyi Légierő
Saját gyártású változatokat több országba is exportálták. Kivonták a hadrendjükből.

### Norvég Királyi Légierő
Kivonták a hadrendjükből.

### Osztrák Légierő
Az Osztrák Légierő egy időben bérbe vett svájci F–5-ösöket, amíg az Eurofighter Typhoonra való átfegyverezés meg nem történik, miután kivonták az eredetileg 24 darab svéd eredetű J 35Ö Drakent.

### Spanyol Légierő
A Spanyol légierő 20 darab F–5B-t üzemeltet kiképzési célokra.

### Svájci Légierő
Összesen: 1. részlet: 66 darab F-5E és 6 darab F-5F, 2. részlet 32 darab F-5E és 6 darab F-5F; adtak el vissza az USA-nak is.
42 darab F–5E-t és 12 darab kétüléses F–5F Tiger II-t üzemeltettek.
- F–5E: J-3008, J-3026, J-3037, J-3052, J-3057, J-3072, J-3082
- F–5F:

### Szovjet Légierő
Hadrendbe nem állították, de Vietnámtól átvett gépeket elemzési célból üzemeltették.

### Dél-vietnámi Légierő
Alkalmazott számuk ismeretlen.

### Vietnámi Légierő
A Dél-Vietnámtól zsákmányolt több mint 40 darab F–5-ből egyet átadtak a Szovjetuniónak elemzés céljára, a többit alkalmazták a kínai–vietnámi háborúban is.